# Ítróttarfelagið Føroyar
Ítróttarfelagið Føroyar (IF Føroyar) er dansk idrætsforening beliggende på Amager, som blev etableret i 1939 af en række færinger, bosiddende i København. Klubben består af 130 medlemmer fordelt på fodbold, håndbold og volleyball.
Klubbens fodboldafdeling (ÍF Føroyar, Fótbóltur) er medlem af Københavns Boldspil-Union og dets hold spiller deres hjemmebanekampe på Kløvermarkens Idrætsanlæg. Fodboldafdelingen var tidligere medlem af Dansk Arbejder Idræt, før den i 1995 blev optaget i KBU og startede med henholdsvis et hold i serie 3 og 2 hold i serie 6. I 2004 oprettedes der et kvindehold med start i serie 1.
Uni Leitistein Hansen var en af de store drivkræfter i klubben fra starten af 2000 og frem til 2010. Han blev så kendt, at 2.holdet efter hver kamp uddeler en såkaldt Uni til en af spillerne, som har gjort sig bemærket ved en stor indsats. Dette var startskuddet til en række karismatiske trænere, bl.a. Janus E. Petersen og Sjúrður Petersen, der på sin facon udmærkede sig med ganske gode resultater. Det var dog først ved ansættelsen af Niels Strøm Rødgaard i 2015 at 2. holdet formåede at tage det sidste og afgørende skridt. Allerede i sit første år som træner lykkedes det Rødgaard at sikre en historisk oprykning til serie 1, efter at holdet på imponerende vis vandt samtlige sine kampe i foråret 2016. 
I sommeren 2016 valgte legenden Christian Høgni Jacobsen at stoppe som cheftræner efter flere gode år på 1. holdet og Rødgaard blev derfor hurtigt udset til at være hans naturlige afløser som cheftræner for ÍF Føroyar. Målsætningen er at få 1. holdet op i Københavnerserien, så han jagter således i skrivende stund sin anden oprykning på lige så mange år. 

## Fodnoter
1. ↑  Pr. 2006.

## Ekstern henvisning
- ÍF Føroyars hjemmeside